# Franz Jakob Kreuter

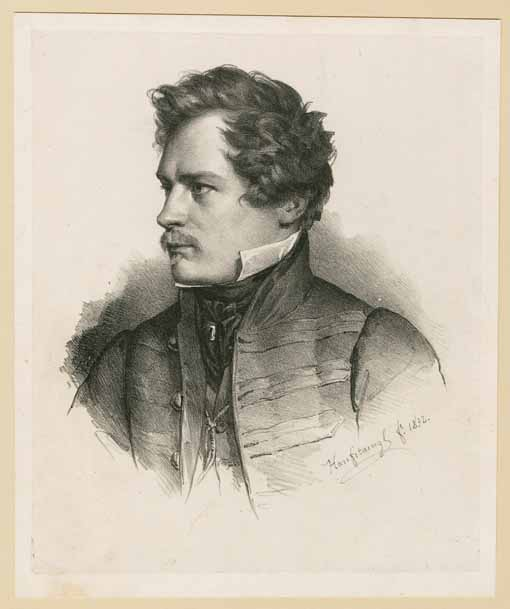
Franz Jakob Kreuter

Franz Jakob Kreuter (* 10. Januar 1813 in Lohr; † 10. November 1889 in Wien) war ein deutscher Architekt und Bauingenieur.

## Leben
Kreuter besuchte das (heutige) Wilhelmsgymnasium München, das er 1830 mit dem Abitur verließ. 1835 beendete Kreuter seine Universitätsstudien in Aschaffenburg und an der Ludwig-Maximilians-Universität München sowie an der Polytechnischen Schule München und der Bauakademie durch die zwei Staatsprüfungen für Straßen-, Brücken- und Wasserbau und 1836 für Zivilbaukunst.
Eine Untersuchung des Kreis- und Stadtgerichts München bezüglich seiner Beteiligung an der Münchner Burschenschaft Germania und damit wegen Hochverrats wurde 1836 eingestellt. Im Zuge der Demagogenverfolgung wurde er deswegen im Schwarzen Buch der Frankfurter Bundeszentralbehörde (Eintrag Nr. 958) festgehalten.
An eine mehrjährige praktische Tätigkeit unter Joseph Daniel Ohlmüller und Friedrich von Gärtner schlossen sich eine erste Studienreise nach Frankreich und 1839 die Niederlassung als erster Zivilingenieur Bayerns in München an. Das Lebenswerk Kreuters beruht zum größten Teil auf seiner Tätigkeit als Ingenieur, Techniker und Chemiker. Eine Studienreise nach Italien und Sizilien (1842) erbrachte eine reiche Sammlung von Federzeichnungen und Aquarellen, die – auf Empfehlung Friedrich August Stülers – König Friedrich Wilhelm IV. von Preußen erwarb.

## Werk
In den folgenden Jahren erbaute Kreuter die Lindenhof-Villa bei Lindau, das Wohnhaus Wilhelm von Kaulbachs in München, den stattlichen Palast für den Grafen Schönborn in München (Ottostraße 9; abgerissen) und das Palais des Grafen Dürckheim, letztere beide zum Besten gehörend, was damals in München gebaut wurde; dazu kamen Umbauten in der Hypotheken- und Wechselbank (abgerissen), das Palais Tascher am Promenadeplatz und des Palais Eichthal (abgerissen). Fast immer oblag ihm auch die Innenausstattung. Ein kürzerer Aufenthalt in England war hauptsächlich dem Studium von Brückenbauten gewidmet; ein folgender dreijähriger in Österreich und Ungarn schloss sich an einen Auftrag zu umfangreichen Eisenbahnprojektierungen an. Eine im Auftrag der österreichischen Regierung entworfene große Anstalt zur Verbesserung im Leben der arbeitenden Klasse kam wegen der Oktoberrevolution in Wien nicht zur Ausführung. 1849 nach München zurückgekehrt, erbaute er für König Maximilian II., der schon als Kronprinz auf Kreuter aufmerksam geworden war, die Villa auf der Roseninsel im Starnberger See, begann die Wiederherstellung des gänzlich in Verfall geratenen Residenztheaters von François de Cuvilliés d. Ä. und erbaute 1851 den Wintergarten der Münchner Residenz, eine damals wagemutige, schließlich im Zweiten Weltkrieg zerstörte Glaskonstruktion. 1851 ließ er sich in Wien nieder, wo er bis an sein Lebensende vornehmlich mit großen technischen Aufgaben für die Staatsverwaltung, Unternehmen und private Auftraggeber beschäftigt war, so mit der Projektierung des serbischen Eisenbahnnetzes. Für Georg Simon von Sina gestaltete er dort das Palais Sina in Gemeinschaft mit Theophil von Hansen um und erneuerte den baufälligen Palazzo Grassi in Venedig. 1875 erbaute er in Wien das Palais des Fürsten Windischgrätz, Strohgasse 21, gegen Ende der 1870er Jahre ein Haus für Graf Otto von Bray-Steinburg, Traungasse 4. Um 1879 entwarf er für König Ludwig II. von Bayern eine Villa bei Sirmione am Gardasee, die aber nicht ausgeführt wurde.
Nach Kreuters Plänen wurde 1897 die Villa Linde, München für Carl von Linde fertiggestellt, in der seit 2000 die dem esoterischen Buddhismus zugerechnete Gemeinschaft Shinnyo-En ihre Münchner Zentrale hat.
Kreuter ist es zu verdanken, dass Architekten seit 1842 auch ohne das Testat eines Maurer- oder Zimmerermeisters Pläne einreichen konnten.